# Tusindfryd (art)
Tusindfryd (Bellis perennis) eller Bellis er en 5-15 cm høj urt, der i Danmark vokser meget almindeligt på lysåbne steder. Tusindfryd er velkendt som ukrudt i græsplæner.

## Beskrivelse
Tusindfryd er en flerårig urt med en rosetdannende vækstform. Bladene er omvendt ægformede og helrandede med få, grove takker. Begge bladsider er hårede og lysegrønne.
Blomstringen sker gennem hele den frostfrie tid mellem marts og oktober. Blomsterkurven er margeritagtig og sidder for enden af en bladløs stilk. Skivekronerne er gule og rørformede, mens randkronerne er hvide med rødlige spidser. Frøene modner godt og spirer villigt.
Rodnettet er groft trævlet og sidder på korte jordstængler, der også danner udløbere.
Højde x bredde og årlig tilvækst: 0,10 × 0,20 m (10 × 10 cm/år), heri ikke medregnet eventuelle udløbere med nye rosetter.

## Voksested
Planten er vildtvoksende på fugtig og lysåben, næringsrig bund med jævnlig nedbidning af græsser og andre høje urter. Denne tilpasning har gjort den effektiv som deltager i græsplænernes plantesamfund.